# (30842) 1991 GO7
(30842) 1991 GO7 est un astéroïde de la ceinture principale d'astéroïdes découvert en 1991.

## Description
(30842) 1991 GO7 a été découvert le 8 avril 1991 à l'observatoire de La Silla, au Chili, par Eric Walter Elst.

### Caractéristiques orbitales
L'orbite de cet astéroïde est caractérisée par un demi-grand axe de 2,61 ua, un périhélie de 2,26 ua, une excentricité de 0,14 et une inclinaison de 8,13° par rapport à l'écliptique. Du fait de ces caractéristiques, à savoir un demi-grand axe compris entre 2 et 3,2 ua et un périhélie supérieur à 1,666 ua, il est classé, selon la JPL Small-Body Database, comme objet de la ceinture principale d'astéroïdes.

### Caractéristiques physiques
(30842) 1991 GO7 a une magnitude absolue (H) de 15,5 et un albédo estimé à 0,500.